# Opistotonus

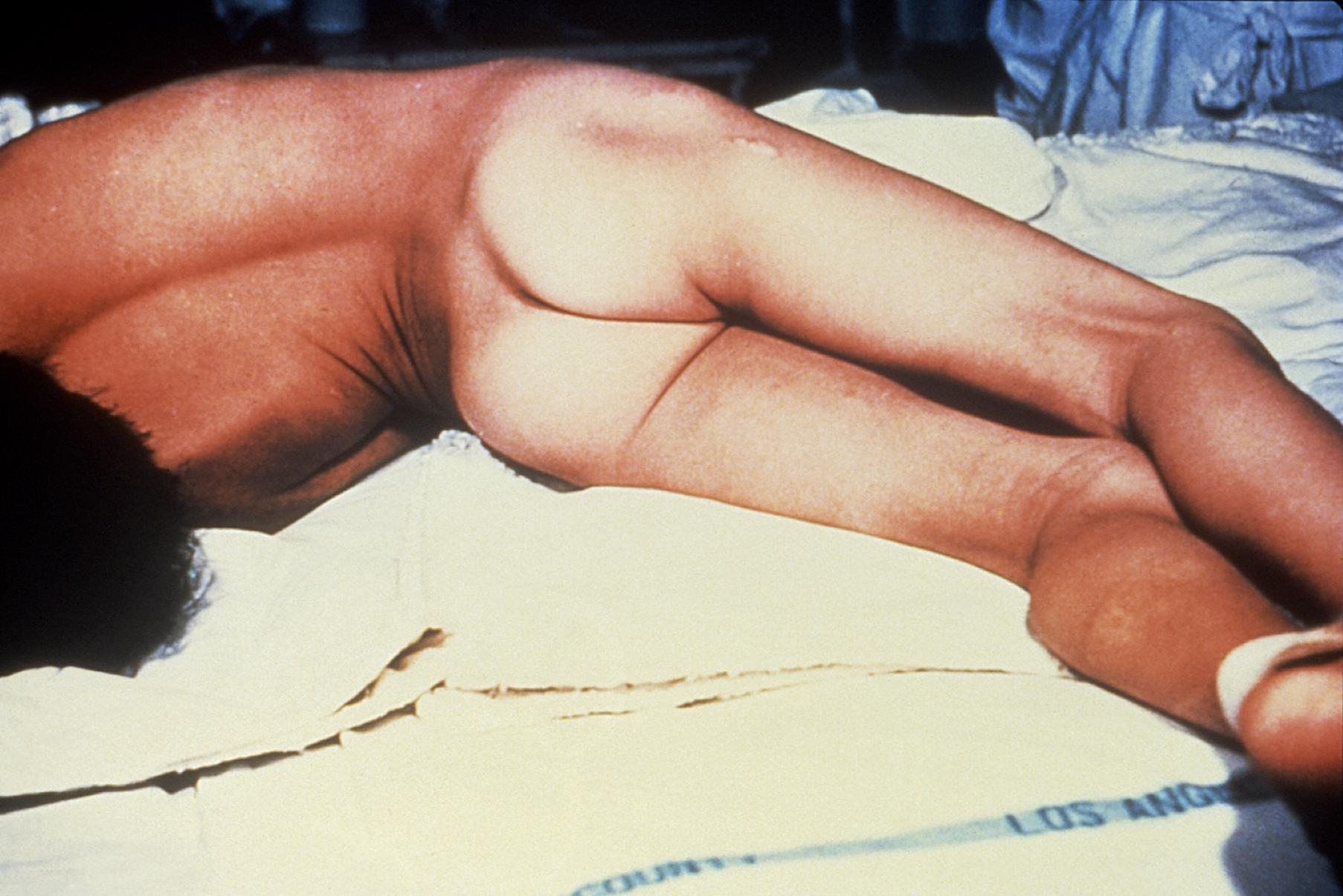
Opistotonus u pacjenta z tężcem

Opistotonus (z gr. ópisthen 'z tyłu, na tyle' + tónos 'naprężenie') – jeden z objawów oponowych, polegający na sztywnieniu kręgosłupa i wygięciu go łukowato ku tyłowi z głową odgiętą do tyłu.
Jedną z przyczyn jest tężec wywoływany przez laseczkę tężca (Clostridium tetani), podczas której występuje nadmierny skurcz wszystkich mięśni. Najsilniejszymi mięśniami są mięśnie grzbietu, stąd pacjent wygięty jest łukowato do tyłu.
Nadmierny objaw może spowodować zmiażdżenie kręgów.